# Кировский сельский округ (Лотошинский район)
Кировский сельский округ — упразднённая административно-территориальная единица, существовавшая на территории Лотошинского района Московской области в 1994—2006 годах.
Нововасильевский сельсовет до 1929 года входил в состав Микулинской волости Тверского уезда Тверской губернии. В 1929 году он был отнесён к Лотошинскому району Московского округа Московской области.
17 июля 1939 года Нововасильевский с/с был упразднён, а его территория включена в Федосовский с/с.
Вторично Нововасильевский с/с был образован 14 июня 1954 года путём объединения Новошинского и Федосовского с/с.
1 февраля 1963 года Лотошинский район был упразднён и Нововасильевский с/с вошёл в Волоколамский укрупнённый сельский район.
11 января 1965 года Лотошинский район был восстановлен и Нововасильевский с/с вновь вошёл в его состав.
21 января 1975 года к Нововасильевскому с/с были присоединены селения Звягино, Кудрино, Пешки, Татьянкино и Чапаево упразднённого Калицинского с/с. Одновременно в Нововасильевском с/с были упразднены селения Карлово, Малеево и Шапково.
30 мая 1978 года в Нововасильевском с/с были упразднены селение Рождествено, Татьянкино и Федосово.
22 августа 1979 года к Нововасильевскому с/с был присоединён Кругловский с/с. При этом центр Нововасильевский с/с был переименован в Кировский сельсовет, а его центром стал посёлок центральной усадьбы совхоза им. Кирова.
3 февраля 1994 года Кировский с/с был преобразован в Кировский сельский округ.
20 октября 1999 года в Кировском с/о были образованы новые населённые пункты — посёлок Кировский и деревня Татьянки.
18 мая 2002 года центр Кировского с/о был перенесён в посёлок Кировский.
В ходе муниципальной реформы 2005 года Кировский сельский округ прекратил своё существование как муниципальная единица, а его территория разделена между сельским поселением Ошейкинское и городским поселением Лотошино.
29 ноября 2006 года Кировский сельский округ исключён из учётных данных административно-территориальных и территориальных единиц Московской области.